# 2MASS J03454316+2540233
2MASS J03454316+2540233 ist ein L-Zwerg im Sternbild Stier. Er wurde 1997 von J. Davy Kirkpatrick, Charles A. Beichman & Michael F. Skrutskie entdeckt. Das Objekt wird als spektroskopischer Standard für die Spektralklasse L0 verwendet. Seine Position verschiebt sich aufgrund seiner Eigenbewegung jährlich um 0,1024 Bogensekunden.